# Port Mann Bridge
De Port Mann Bridge is een boogbrug over de rivier de Fraser in Brits-Columbia, Canada. De brug ligt tussen Surrey (Brits-Columbia) en Coquitlam, beide voorsteden van Vancouver.
De brug voert vijf rijstroken van de Trans Canada Highway de Fraser over, drie stroken in oostelijke richting en twee in westelijke. De brug heeft een hoofdoverspanning van 366 meter, waarmee de brug tot de langste boogbruggen ter wereld behoort en het is de langste boogoverspanning van Canada. In totaal is de brug 2093 meter lang.